# Dan Kibet
Dan Kibet (* 10. Februar 2004) ist ein ugandischer Leichtathlet, der sich auf den Langstreckenlauf spezialisiert hat. 

## Sportliche Laufbahn
Erste Erfahrungen bei internationalen Meisterschaften sammelte Dan Kibet im Jahr 2021, als er bei den U20-Weltmeisterschaften in Nairobi in 8:09,98 min den achten Platz im 3000-Meter-Lauf belegte. Im Jahr darauf gelangte er bei den U20-Weltmeisterschaften in Cali mit 8:02,08 min auf den siebten Platz und bei den Crosslauf-Weltmeisterschaften 2023 in Bathurst wurde er nach 24:36 min Vierter im U20-Rennen. Anfang Mai siegte er in 13:45,57 min im 5000-Meter-Lauf bei den U20-Afrikameisterschaften in Ndola. Bei den Crosslauf-Weltmeisterschaften 2024 in Belgrad wurde er nach 28:45 min Elfter im Einzelbewerb und sicherte sich in der Teamwertung die Goldmedaille hinter dem kenianischen Team.
2023 wurde Kibet ugandischer Meister im 5000-Meter-Lauf.

## Persönliche Bestzeiten
- 3000 Meter: 7:45,73 min, 4. Juni 2022 in Oordegem
- 5000 Meter: 13:16,31 min, 27. Mai 2023 in Oordegem
- 10-km-Straßenlauf: 28:59 min, 5. März 2023 in Hobart